# Макдональд, Кантри Джо
Кантри Джо Макдональд (англ. Country Joe McDonald, настоящее имя Джозеф Аллен Макдональд, англ. Joseph Allen McDonald) — американский певец и автор песен, фронтмен психоделической рок-группы Country Joe and the Fish, одной из самых политически активных американских рок-групп 1960-х годов, близких к новым левым. После распада коллектива в 1971 году Макдональд продолжил сольную карьеру, выступая с акустической гитарой и нередко поэтическими чтениями — продолжая традиции песни протеста 1960-х годов.

## Биография
Джозеф Ален Макдональд родился 1 января 1942 года в Вашингтоне (округ Колумбия) в семье политических активистов Уордена и Флоренс (в девичестве Карпентер) Макдональдов, которые назвали сына в честь Иосифа Сталина. Его отец — шотландского происхождения, а мать — дочь русских евреев. Детские годы Макдональда прошли в Эль-Монте (штат Калифорния), куда вынуждена была переехать после войны семья.
Джо Ален с детства посещал концерты, проходившие на El Monte Legion Stadium, где звучала музыка всех направлений (кантри, блюз, ритм-энд-блюз, госпел); затем стал завсегдатаем клуба Lighthouse в Эрмоза-бич, где часто выступали артисты, записывавшиеся на лос-анджелесском лейбле Good Time Jazz, пластинки которого он стал покупать, увлекшись диксиленд-джазом.
В 17 лет Макдональд пошёл служить во флот; демобилизовавшись через три года, поступил в лос-анджелесский City College, где проучился год, подрабатывая в магазине гитар Джона и Дьедри Лундбергов на Дуайт-вэй. Большую часть свободного времени он посвящал музыке, играя в ансамблях (таких, как Berkeley String Quartet и Instant Action Jug, где принимал участие его будущий коллега Барри Мелтон).
В 1964 году Макдональд впервые записался на плёнку (с фолк-гитаристом Блэйром Хардманом); в 1977 году эти записи вышли под заголовком The Early Years на лейбле First American Records; некоторые из них были перезаписаны для альбома The Goodbye Blues (1976). В середине 1960-х годов он начал издавать левый журнал Rag Baby, один из номеров которого непосредственно связан с историей возникновения Country Joe and the Fish.

### Country Joe and the Fish
Осенью 1965 года участники FSM (англ. Free Speech Movement, «Движение за свободу слова») в студенческом городке Беркли организовали серию демонстраций протеста против войны во Вьетнаме. В традициях Движения за гражданские права организаторы антивоенных мероприятий всегда начинали их с развлекательной части. Джо Макдональд решил выпустить «разговорный» номер журнала и к нему приложил самостоятельно изданный EP с четырьмя песнями: две из них («I Feel Like I’m Fixin' To Die Rag» и «Superbird» — сатиру на президента Джонсона) исполнила группа Country Joe and the Fish, два других — местный фолк-синглер Питер Круг. Считается, что это был первый самостоятельно записанный промодиск в истории рок-бизнеса. В первый состав входили (и почти сразу же уходили) знакомые Джо и Барри; лишь некоторое время спустя они решили собрать постоянную группу и всерьез заняться музыкой.
Country Joe and the Fish стали популярны в Сан-Франциско, став завсегдатаями кофе-хауса Jabberwocky в Беркли и залов Avalon и Fillmore (East & West). Подписав контракт с Vanguard Records в декабре 1966 года, Country Joe and the Fish выпустили дебютный альбом Electric Music for the Mind and Body, куда лейбл решил не включать свою самую известную песню «I Feel Like I’m Fixing to Die Rag». Она стала заглавным треком треком второго альбома, вышла синглом и достигла 32-го места в Billboard Hot 100. После выхода третьего альбома Together (1968), Country Joe and the Fish провели гастроли в Европе, где были восторженно встречены. В записи их четвёртого альбома приняли участие известные приглашённые музыканты: Джек Кэсиди (Jefferson Airplane), Дэвид Гец и Питер Албин (Big Brother and the Holding Company). Популярности группы способствовало и её феноменально успешное выступление на фестивале в Вудстоке, однако история группы приближалась к завершению. Макдональд был вызван в суд в качестве свидетеля по делу «Чикагской семерки», позже был арестован в Массачусетсе за «подстрекательство аудитории к непристойному поведению». Мелтона также арестовывали — за хранение марихуаны. В 1971 году, выпустив последний альбом C.J. Fish и снявшись в фильме Zacharia, Country Joe and the Fish распались.

### Сольная карьера
К этому времени Макдональд подписал сольный контракт с Vanguard и записал два альбома в Нэшвилле: Thinking of Woody Guthrie (декабрь 1969) и Tonight I’m Singing Just for You (май 1970). В ходе британского турне он записал альбом Hold On: It’s Coming, пригласив к участию Питера Грина из Fleetwood Mac. В Скандинавии кинопродюсер Кнуд Торбьёрсен предложил ему написать песни для фильма по роману Генри Миллера «Тихие дни в Клиши» («Quiet Days In Clichy»): в саундтрек вошли три из них: «Mara», «Ny’s Song» и «Henry Miller and the Hungry World». Позже Макдональд написал музыку к чилийскому фильму «Que Hacer» — о Сальвадоре Альенде и его триумфальной президентской кампании.
Начиная с 1971 года Макдональд активизировал своё участие в антивоенном движении. Его поездка во Вьетнам в рамках акции FTA (англ. Free The Army) с Джейн Фондой и Дональдом Сазерлендом привела к тому, что его включили в никсоновский «чёрный список». Вернувшись в США, он записал EP с сан-францисской группой Grootna, затем выпустил запись своего концерта в «Bottom Line» под заголовком Incredible Live! (1972). В 1972—1973 годах Макдональду аккомпанировал на концертах All-Star Band, составленный из участников CJ & the Fish и Big Brother and the Holding Company.
Почти весь 1974 год Макдональд провёл в Европе. Вернувшись в США в 1975 году, он вошёл в состав группы Energy Crisis, где играли Брюс Бартол (экс-Fish) и Фил Марш (экс-Instant Action Jug Band), и с ней записал альбом Paradise With an Ocean View (1975), в котором впервые экологическая тема стала для него основной («Save the Whales»). До конца 70-х годов Макдональд выпустил ещё 7 альбомов. В 1977 году Country Joe and the Fish ненадолго воссоединились и записали альбом Reunion.

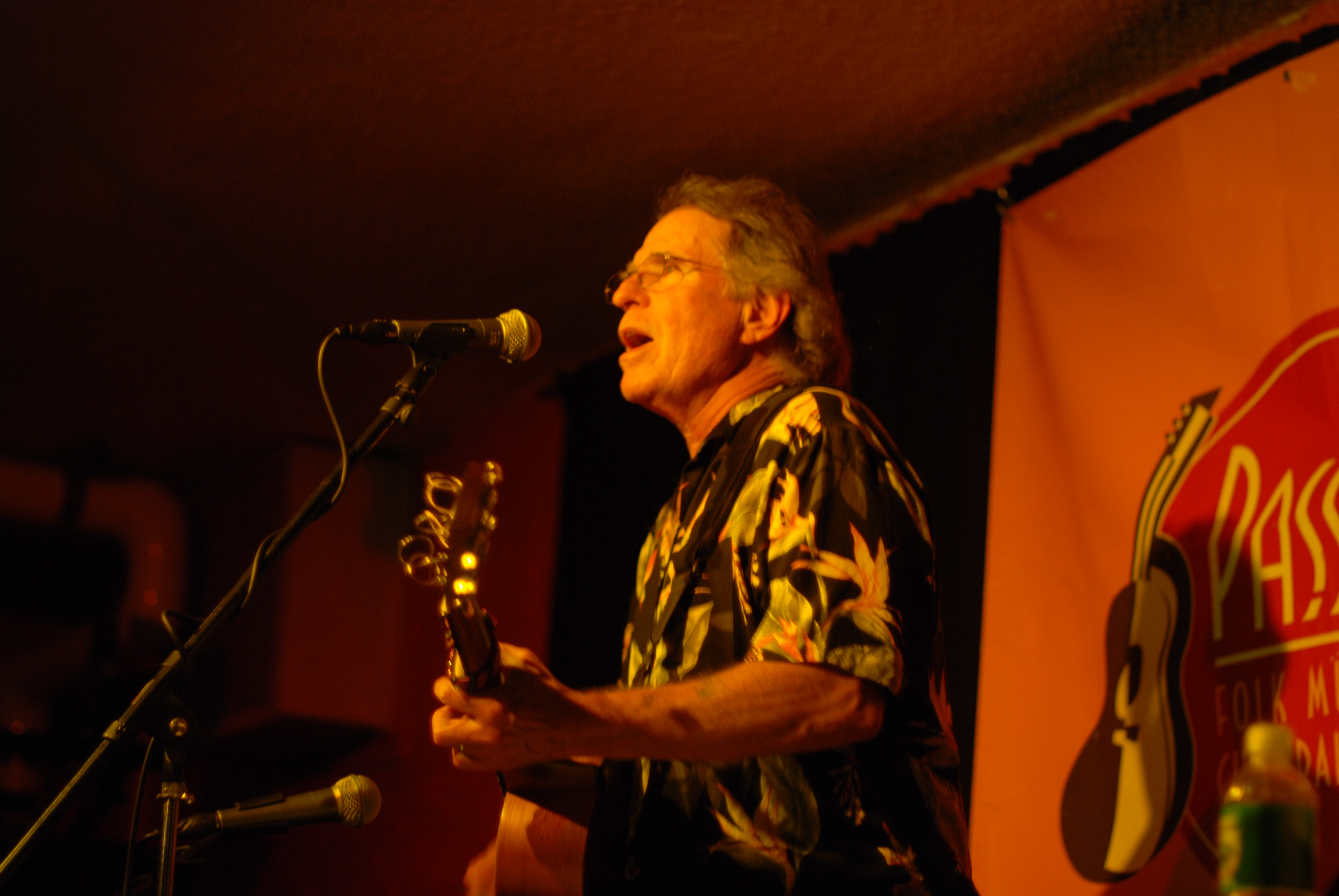
Джо Макдональд

Начиная с 1982 года основной сферой деятельности Макдональда стала работа с различными группами ветеранов вьетнамской войны (Vietnam Veterans Against the War, Swords to Plowshares, Vietnam Veterans of America). Непосредственным результатом её явился выпуск альбома (и одноимённого видео) Vietnam Experience (1988). В 1991 году Джо Макдональд выпустил (в основном акустический) альбом Superstitious Blues, две песни которого исполнил с Джерри Гарсией из Grateful Dead.
В 2004 году Джо Макдональд собрал Country Joe Band, куда вошли участники первого состава группы Дэвид Коэн, Брюс Бартол и Гэри Хирш. В 2007 году он выступил с концертом-трибьютом Вуди Гатри.

## Дискография

### Альбомы
- Joe McDonald Custom (Fidelity, 1968)
- Thinking of Woody Guthrie (Vanguard, 1969)
- Tonight I’m Singing Just for You (One Way, 1969)
- Hold On It’s Coming (One Way, 1971)
- War War War (One Way, 1971)
- Incredible! Live (One Way, 1972)
- Paris Sessions (One Way, 1972)
- Country Joe (One Way, 1975)
- Love Is a Fire (Fantasy, 1976)
- Paradise with an Ocean (View Fantasy, 1976)
- Tribute to Woody (Warner Bros., 1976)
- Goodbye Blues (Fantasy, 1977)
- Rock N Roll from Planet Earth (Fantasy, 1978)
- Leisure Suite (Fantasy, 1979)
- On My Own (One Way, 1980)
- Into the Fray (One Way, 1982)
- Child’s Play (One Way, 1983)
- Peace on Earth (One Way, 1989)
- Superstitious Blues (Rykodisc, 1991)
- Vietnam Experience (One Way, 1995)
- Carry On (Shanachie, 1996)
- C.J. & The Fish (Vanguard, 1997)
- Eat Flowers & Kiss (Babies Backs, 1999)
- The Big Three (Rag Baby, 2000)[7]

## Происшествия
- В 1970 году был оштрафован на 500$ за нецензурный выкрик в сторону публики во время концерта в Вустере (Массачусетс), США[8].